# Tanque Novo
Tanque Novo é um município brasileiro do estado da Bahia. Situado geograficamente na Chapada Diamantina, fica distante 766 km da capital. Possui uma área total de 729,5 km² e a 835 metros de altitude, Tem como seus biomas predominantes Caatinga e Cerrado. Enquanto sua população, conforme o Censo demográfico do Brasil de 2022, era de 17 158 habitantes.

## História
Desde as primeiras décadas do século XVIII, a região de Tanque Novo era ocupada por fazendas, pertencentes a rendeiros da Casa da Ponte.
Com a decadência da mineração de ouro no atual município de Érico Cardoso, em meados do século XIX, alguns dos antigos mineradores migraram para Tanque Novo e ali desenvolveram a policultura.
Em 1883, os irmãos Prudenciano Alves Carneiro e Juvêncio Alves Carneiro, filhos de José Joaquim Carneiro e Clemência de Oliveira Alves e pertencentes a uma família de lideranças políticas de Macaúbas, adquiriram a Fazenda Furados. De acordo com os memorialistas Rachel Pereira de Andrade e Aparecido Carneiro Pereira, a fazenda Furados possuía uma extensão aproximada de 9 km, começando na região conhecida posteriormente como Alecrim, onde Juvêncio Carneiro estabeleceu sua moradia; e fazia limite com a Fazenda Lagoa Grande. Enquanto isso, Prudenciano Carneiro construiu sua casa na parte central da fazenda Furados, no local onde seria estabelecido o núcleo da futura sede de Tanque Novo. Por esse motivo, a sede de Tanque Novo, enquanto ainda era povoado, era conhecida pelo nome de Furados. 
Em 1909, o casal Prudenciano Carneiro e Gertrudes Carneiro construíram, em conjunto com Manoel José Batista, a primeira capela no município e doaram o terreno para a construção da primeira praça que circundaria essa capela e que posteriormente seria conhecida como a Praça da Matriz da cidade de Tanque Novo. Ao redor desse templo, começou a se formar o povoado de Furados.
A origem do nome "Tanque Novo" para o município seria controversa, havendo duas versões segundo os memorialistas Rachel Pereira de Andrade e Aparecido Carneiro Pereira. A hipótese tradicional, que se encontra registrada na base de dados do IBGE, atribui à abertura de um tanque grande, feita, manualmente, por Prudenciano Alves Carneiro e seu filho José Marques Carneiro, o Cazuza Carneiro. A segunda versão seria que esse nome se deve à construção pelo Governo do Estado da Bahia de um tanque maior que o elaborado por Prudenciano e Cazuza Carneiro, no início da década de 1920, para enfrentamento das secas que assolavam a região.
Em 1933, o Departamento de Instrução Pública do Governo do Estado da Bahia enviou o primeiro professor para atuar no povoado de Tanque Novo: Raquel Pereira de Andrade (posteriormente assumiria o nome de "Raquel Pereira Carneiro"). Raquel era professora de terceiro grau aprovada por concurso público, que iniciou a primeira classe do local que continha 30 alunos matriculados, todos na faixa etária de 7 a 16 anos.
O então povoado de Tanque Novo é elevado à categoria de distrito, dentro do município de Macaúbas por meio da Lei Estadual nº 628, de 30 de dezembro de 1953.
Por meio da Lei Estadual nº 1.647, de 22 de março de 1962, os distritos macaubenses de Botuporã e Tanque Novo são desmembrados para compor o novo município de Botuporã.
Em 25 de fevereiro de 1985, por meio da Lei Estadual n.º 4.400, o distrito de Tanque Novo foi elevado à categoria de município, se desmembrando de Botuporã, sendo instalado em 1° de janeiro de 1986.

## Organização Político-Administrativa
O Município de Tanque Novo possui uma estrutura político-administrativa composta pelo Poder Executivo, chefiado por um Prefeito eleito por sufrágio universal, o qual é auxiliado diretamente por secretários municipais nomeados por ele, e pelo Poder Legislativo, institucionalizado pela Câmara Municipal de Tanque Novo, órgão colegiado de representação dos munícipes que é composto por 11 vereadores também eleitos por sufrágio universal.

### Atuais autoridades municipais de Tanque Novo
- Prefeito: Paulo Ricardo Bonfim Carneiro - PP (2021/-)[13]
- Vice-prefeito: Bruno Diorgenis Bomfim Carneiro - DEM (2021/-)[13]
- Presidente da câmara: Francisco Guedes dos Santos - PSD (2021/-)[12]

### Controle das contas públicas do Município
A fiscalização contábil, financeira, orçamentária, operacional e patrimonial do Município de Tanque Novo é exercida por meio de controle externo praticado pela Câmara Municipal de Tanque Novo com o auxílio do Tribunal de Contas dos Municípios (TCM).
O TCM analisa tecnicamente a prestação de contas feita pelos entes municipais e profere o seu parecer prévio sobre elas, cabendo à Câmara Municipal o julgamento político dessas contas (a Câmara Municipal somente pode aprovar as contas reprovadas pelo TCM caso obtenha a votação de 2/3 dos vereadores), e também pelo sistema de controle interno do Poder Executivo Municipal, normalmente representado por controladorias municipais, processo que é executado em obediência ao artigo 31 da Constituição Federal.
O histórico de contas públicas do Município de Tanque Novo analisadas pelo TCM é o seguinte:
| Ano  | Prefeitura Municipal   | Câmara municipal       | Ano  | Prefeitura Municipal   | Câmara municipal       | Ano  | Prefeitura Municipal   | Câmara municipal       |
| ---- | ---------------------- | ---------------------- | ---- | ---------------------- | ---------------------- | ---- | ---------------------- | ---------------------- |
| 1990 | Reprovada              | Não julgada            | 1991 | Aprovada               | Não julgada            | 1992 | Aprovada com ressalvas | Não julgada            |
| 1993 | Aprovada com ressalvas | Aprovada               | 1994 | Aprovada com ressalvas | Aprovada com ressalvas | 1995 | Aprovada com ressalvas | Aprovada com ressalvas |
| 1996 | Aprovada com ressalvas | Aprovada com ressalvas | 1997 | Aprovada com ressalvas | Aprovada com ressalvas | 1998 | Aprovada com ressalvas | Aprovada com ressalvas |
| 1999 | Aprovada com ressalvas | Aprovada com ressalvas | 2000 | Aprovada com ressalvas | Aprovada               | 2001 | Aprovada com ressalvas | Aprovada com ressalvas |
| 2002 | Aprovada com ressalvas | Aprovada com ressalvas | 2003 | Aprovada com ressalvas | Aprovada com ressalvas | 2004 | Aprovada com ressalvas | Aprovada com ressalvas |
| 2005 | Aprovada com ressalvas | Aprovada com ressalvas | 2006 | Aprovada com ressalvas | Aprovada               | 2007 | Aprovada com ressalvas | Aprovada com ressalvas |
| 2008 | Aprovada com ressalvas | Aprovada               | 2009 | Aprovada com ressalvas | Aprovada com ressalvas | 2010 | Aprovada com ressalvas | Aprovada               |
| 2011 | Aprovada com ressalvas | Aprovada com ressalvas | 2012 | Aprovada com ressalvas | Aprovada               | 2013 | Aprovada com ressalvas | Aprovada com ressalvas |
| 2014 | Aprovada com ressalvas | Aprovada com ressalvas | 2015 | Aprovada com ressalvas | Aprovada com ressalvas | 2016 | Reprovada              | Aprovada com ressalvas |
| 2017 | Aprovada com ressalvas | Aprovada com ressalvas | 2018 | Aprovada com ressalvas | Aprovada com ressalvas | 2019 | Aprovada com ressalvas | Aprovada com ressalvas |
| 2020 | Aprovada com ressalvas | Aprovada com ressalvas | 2021 | em análise             | em análise             | 2022 | em análise             | em análise             |

## Imagens

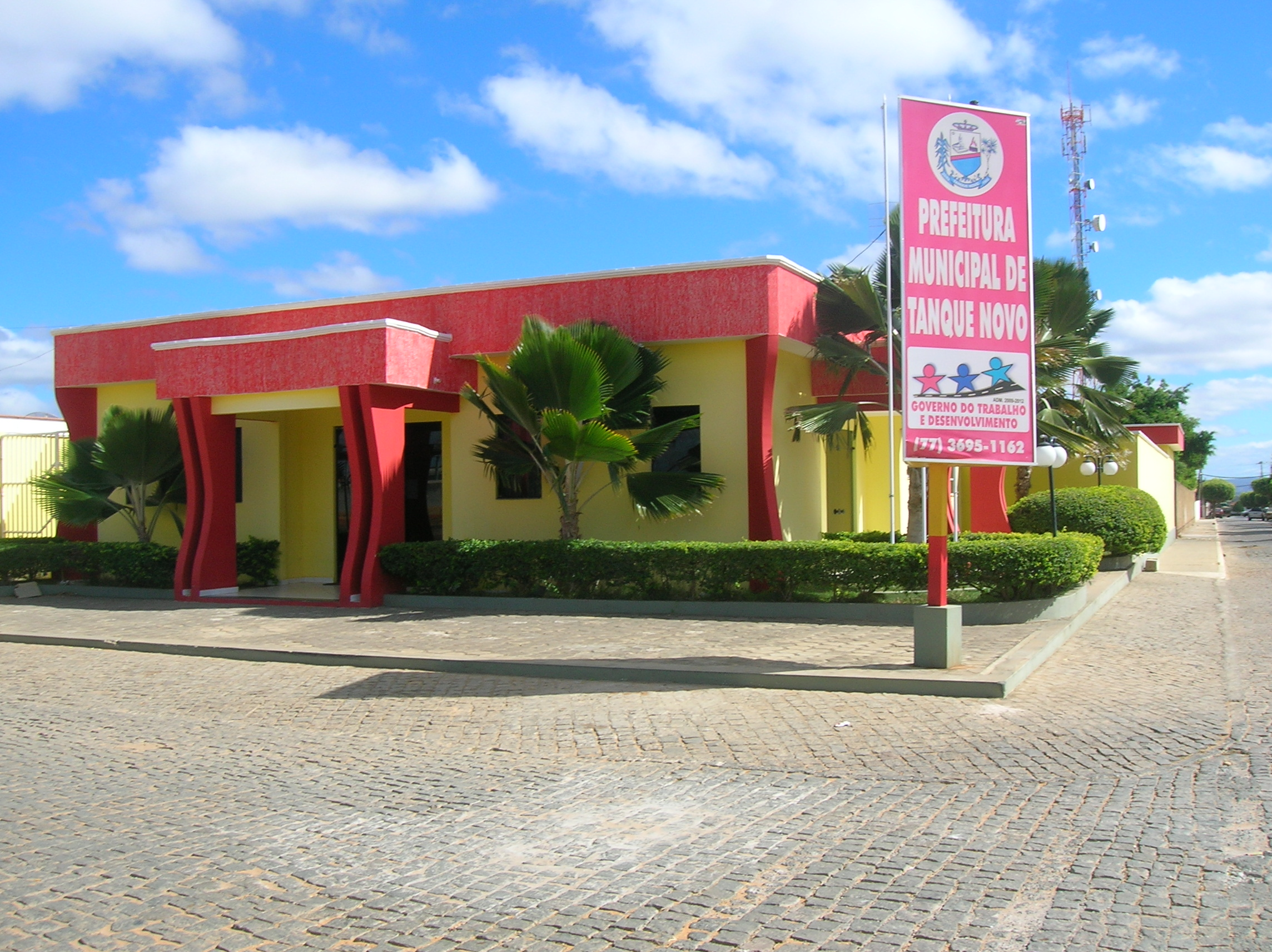
Prefeitura Municipal
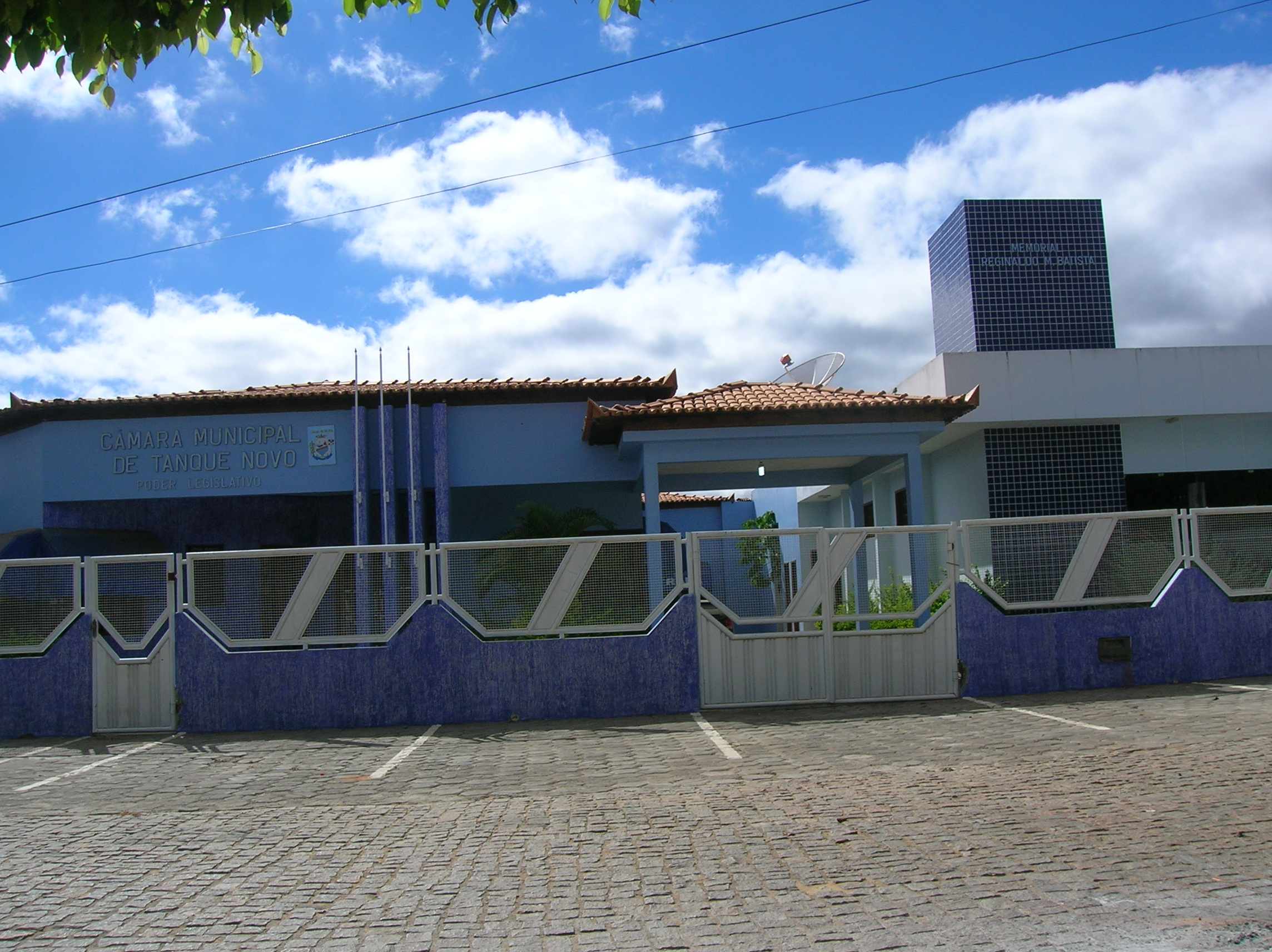
Câmara Municipal, órgão legislativo
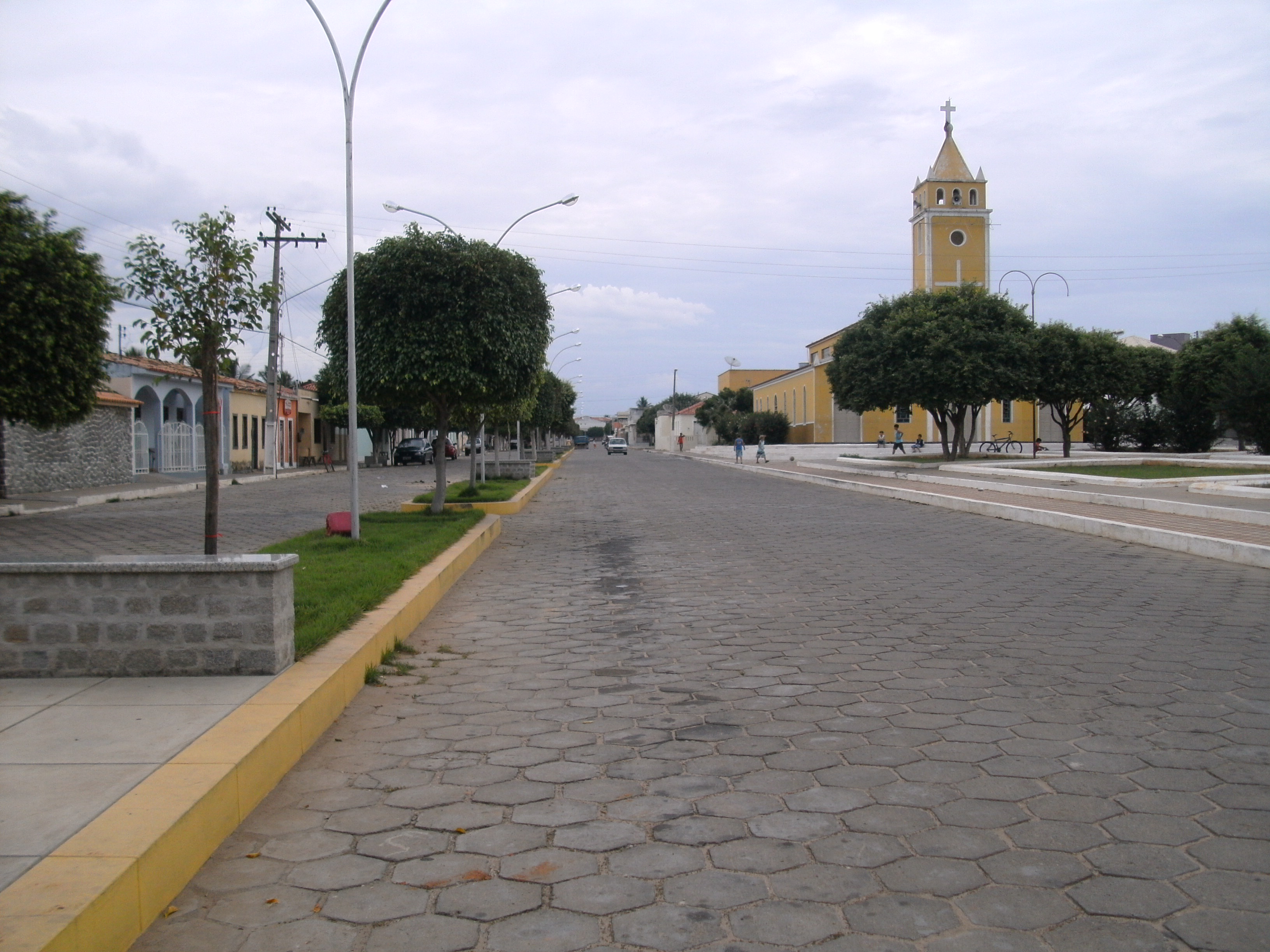
Praça da Matriz
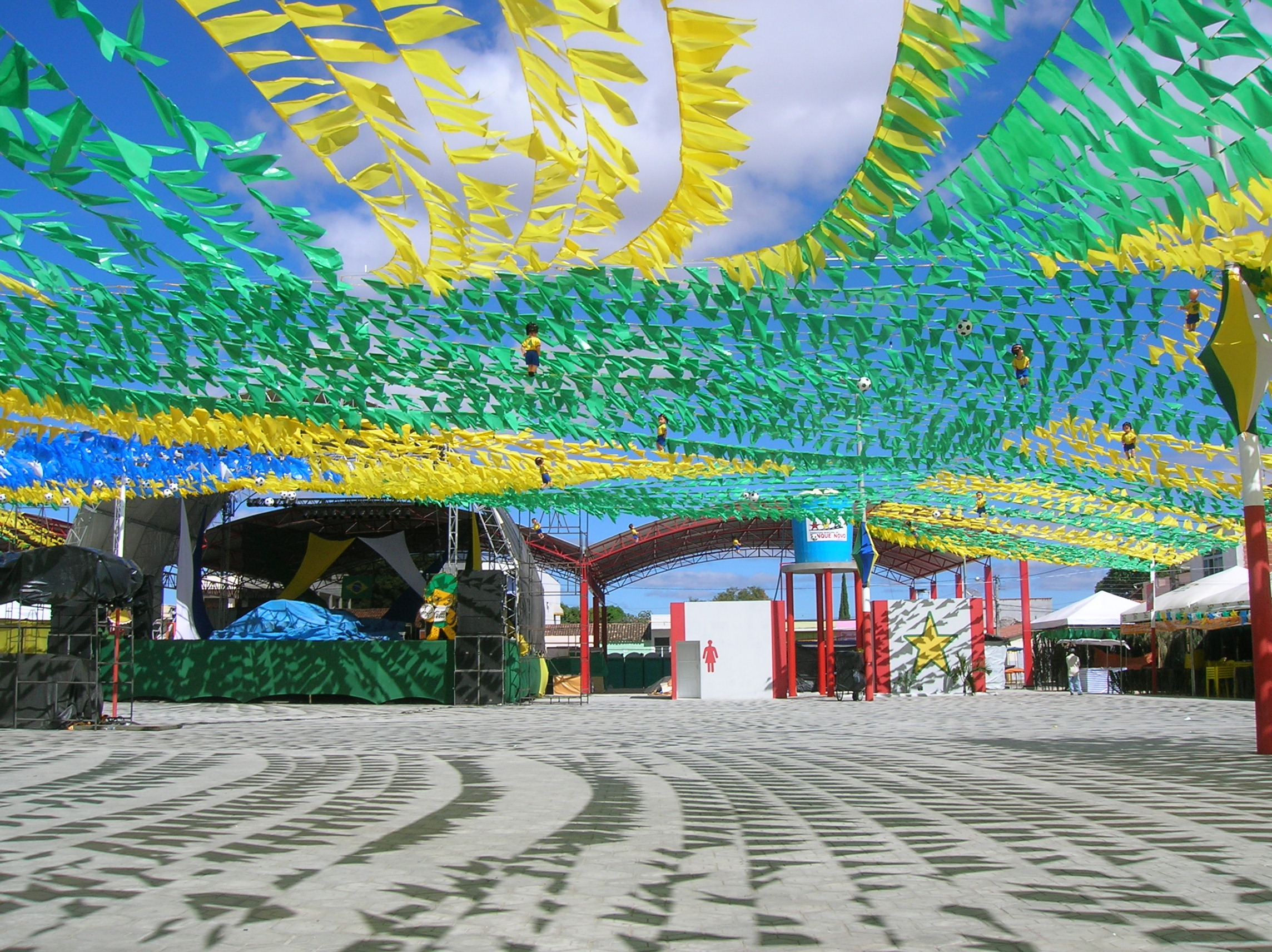
Praça do Forró